# Karim Guédé
Karim Guédé (Hamburgo, 7 de janeiro de 1985) é um futebolista profissional alemão naturalizado eslovaco que atua como meia.

## Carreira
Karim Guédé começou a carreira no SC Concordia.